# Liste der Monuments historiques in Ormesson-sur-Marne
Die Liste der Monuments historiques in Ormesson-sur-Marne führt die Monuments historiques in der französischen Gemeinde Ormesson-sur-Marne auf.

## Liste der Bauwerke
| Bezeichnung | Beschreibung | Standort                  | Kennzeichnung | Schutzstatus | Datum     | Bild           |
| ----------- | ------------ | ------------------------- | ------------- | ------------ | --------- | -------------- |
| Schloss     |              | 5, rue de l’Église (Lage) | PA00079897    | Classé       | 1889 1993 | weitere Bilder |

## Liste der Objekte
- Monuments historiques (Objekte) in Ormesson-sur-Marne in der Base Palissy des französischen Kultusministeriums